# Brits-Surinaamse betrekkingen
De Brits-Surinaamse betrekkingen verwijzen naar de huidige en historische betrekkingen tussen Suriname en het Verenigd Koninkrijk.

## Geschiedenis
Engeland bestuurde Suriname van 1650 tot de Vrede van Breda in 1667, toen het werd overgedragen aan Nederland. Suriname was van 1799 tot 1816 opnieuw een kolonie van het Verenigd Koninkrijk.

## Betrekkingen
Beide landen onderhouden sinds 31 maart 1976 diplomatieke betrekkingen. Van 29 december 2008 tot 30 december 2020 vielen de handelsrelaties tussen Suriname en het Verenigd Koninkrijk onder de Economisch Partnerschapsakkoord van de Europese Unie en het Cariforum.
Na de Brexit ondertekenden het Verenigd Koninkrijk en de Cariforum op 22 maart 2019 een eigen economisch partnerschapsakkoord. Dit akkoord is een voortzetting van het vrijhandelsakkoord van de EU, waarop het gebaseerd is, en trad op 1 januari 2021 in werking. Suriname ondertekende en trad toe tot dit akkoord op 5 maart 2021. In 2022 bedroeg de handelswaarde tussen de Cariforum-landen en het Verenigd Koninkrijk 5.108 miljoen pond.
Beide landen zijn verder lid van onder andere het Atlantic Co-operation Pact, de Caraïbische Ontwikkelingsbank, het Internationaal Strafhof, de Verenigde Naties en de Wereldhandelsorganisatie.

## Diplomatieke missies
Suriname en het Verenigd Koninkrijk hebben geen ambassade in elkaars land. De Britse ambassadeur resideert in Georgetown in Guyana en de Surinaamse in Den Haag.